# Protonotarius
Protonotarius (altgriechisch πρωτονοτάριος protonotarios wörtlich „erster Schreiber“, auch „Landschreiber“), eingedeutscht Protonotar, war die Bezeichnung für den Leiter einer Kanzlei in weltlichen und kirchlichen Administrationen im Byzantinischen Reich und im Römisch-Deutschen Reich. Die Notare des Papstes und des Heiligen Stuhls tragen die Amtsbezeichnung Apostolischer Protonotar (protonotarius apostolicus).

## Aufgaben
Die Hauptaufgabe des Protonotarius war die Leitung der Kanzlei des jeweiligen Landesherrn. Das betrifft sowohl die Ausfertigung von Urkunden als auch die Leitung der Verwaltung mit zum Teil eigenen Entscheidungen.
Seit dem 12./13. Jahrhundert entwickelte sich daraus der Kanzler (cancellarius) mit ausgedehnteren Entscheidungs- und Handlungsbefugnissen.
In Anlehnung an diese Begriffswahl wurde auch in Freien Reichsstädten wie Lübeck der jeweils dienstälteste Ratssekretär seit dem 14. Jahrhundert und noch bis in das 19. Jahrhundert hinein als Protonotar bezeichnet.